# سفارة صربيا في السويد
سفارة صربيا في السويد هي أرفع تمثيل دبلوماسي لدولة صربيا لدى السويد. تقع السفارة في ستوكهولم وهي تهدف لتعزيز المصالح الصربية في السويد.

## وصلات خارجية
- الموقع الرسمي
- قائمة سفارات صربيا
- قائمة السفارات في السويد